# José Vicente de los Mozos
José Vicente de los Mozos Obispo (São Paulo, 15 de octubre de 1962) es un ingeniero y ejecutivo español, que desde junio de 2021 es presidente del Comité Ejecutivo de IFEMA  y desde mayo de 2023 es consejero delegado de Indra Sistemas. Previamente, ha sido presidente de Renault España y vicepresidente ejecutivo del grupo Renault.

## Biografía
Nació accidentalmente en São Paulo, Brasil, donde emigró su padre para trabajar en una factoría de General Motors. La familia regresó a Valladolid cuando su padre consiguió un puesto en el taller de matricería de la Fábrica de Renault de Valladolid.
Formado en el colegio de San Agustín de Valladolid, donde realizó la EGB, entró como aprendiz en FASA-Renault en 1978. Posteriormente estudió ingeniería aeronáutica en la Universidad Politécnica de Madrid, para luego incorporarse al grupo de directivos ingenieros de la factoría de carrocería-montaje de Valladolid.
En 1993 se trasladó a París, donde ocupó diversos cargos de responsabilidad en la Dirección de Ingeniería de Renault. Volvió a España, y fue nombrado jefe del Departamento de Embutición de la Factoría de Carrocería-Montaje de Renault en Valladolid. Más tarde será responsable de los Departamentos de Chapa y Embutición de la fabrica de Renault en Palencia. 
En el año 2003 comenzó en Barcelona a trabajar para Nissan Motor Ibérica como adjunto al director Industrial. Dos años más tarde fue nombrado Director de Nissan Motor. Desde 2006 ocupó la vicepresidencia y quedó al mando de todas las operaciones industriales de Nissan España.
En septiembre de 2008 es nombrado Dirección General de la división de automoción de Ficosa, empresa española proveedora de piezas para automoción.
Regresó a Renault en octubre de 2009 siendo nombrado Director de Fabricación de Vehículos del Grupo. En enero de 2012 es nombrado Presidente-Director General de Renault España, cargo que compaginó, desde marzo de 2013, como Director de Fabricación y Logística en Europa. En septiembre de ese 2013 es nombrado Director de Fabricaciones y Logística del Grupo Renault, presidente del Consejo de Administración de Renault en España y miembro del Comité Ejecutivo del Grupo Renault.
En septiembre de 2016 es nombrado jefe del Departamento de Salud, Seguridad y Medio Ambiente del Grupo Renault.
En abril de 2018 fue nombrado Vicepresidente Ejecutivo Adjunto de la Alianza, director general de Fabricación y Logística del Grupo Renault a nivel mundial. También en abril de 2018 fue nombrado presidente de la patronal del sector, ANFAC, fomentando la transición hacia una movilidad sostenible. 
Tras la caída de Carlos Ghosn, a causa de la imputación de delitos de fraude y evasión fiscal en Japón, en octubre de 2019 fue nombrado director general adjunto a nivel mundial de Renault. 
Desde junio de 2021 compaginó su trabajo con el puesto de presidente del Comité Ejecutivo de IFEMA, en sustitución de Clemente González Soler.
En febrero de 2022 fue distinguido por el Gobierno de España con la Gran Cruz de la Orden de Isabel la Católica.
El 15 de enero de 2023 dejó todos los puestos que ocupaba en el Grupo Renault 
Desde el 18 de mayo de 2023 es el Consejero Delegado de Indra Sistemas.

## Premios
- Gran Cruz de la Orden de Isabel La Católica (2022)[12]
- Premio al Espíritu de Empresa, XII Edición, otorgado por la Cámara Franco-Española de Comercio e Industria – La Chambre- (2018)
- Hijo adoptivo de Palencia (2015).[13]